# Pierre Falké
Pierre André Michel Falké est un dessinateur de presse, graveur, illustrateur et humoriste français né le 24 mai 1884 à Paris et mort le 31 mai 1947 à Coutevroult (Seine-et-Marne). 

## Biographie
Pierre Falké, s’il est né en France, grandit en Nouvelle-Calédonie avant de découvrir l’Australie et les Indes.
Ce dessinateur et caricaturiste a notamment travaillé pour les journaux Le Rire, Le Bon Vivant et Le Crapouillot.
Le peintre Louis Morin dit de lui : « Ils sont nombreux les humoristes militaires qui portent crânement la capote bleue couleur de ciel, et auxquels leur périlleux devoir ne fait pas oublier l'Humour ! J'aurais plaisir à les citer tous pour leur dire la reconnaissance des humoristes civils. Voici quelques glorieux blessés : Formisyn, Jean Droit, Boutet de Monvel, Devambez, Jean Villemot, Jean Falké, Grand'aigle, Lortac, Le Petit. »
Après avoir fait de nombreux voyages, il se spécialise surtout dans les vues maritimes. Falké a illustré plus de soixante livres et pratiqué la gravure sur bois.
Pierre Falké décède en 1947 dans les bras de Gus Bofa. En 1950, ses amis auteurs et illustrateurs lui rendent hommage à titre posthume en publiant un livre illustré orné de compositions de Gus Bofa et Dunoyer de Segonzac, Pierre Falké notre ami. 

## Engagement dans la Première Guerre Mondiale

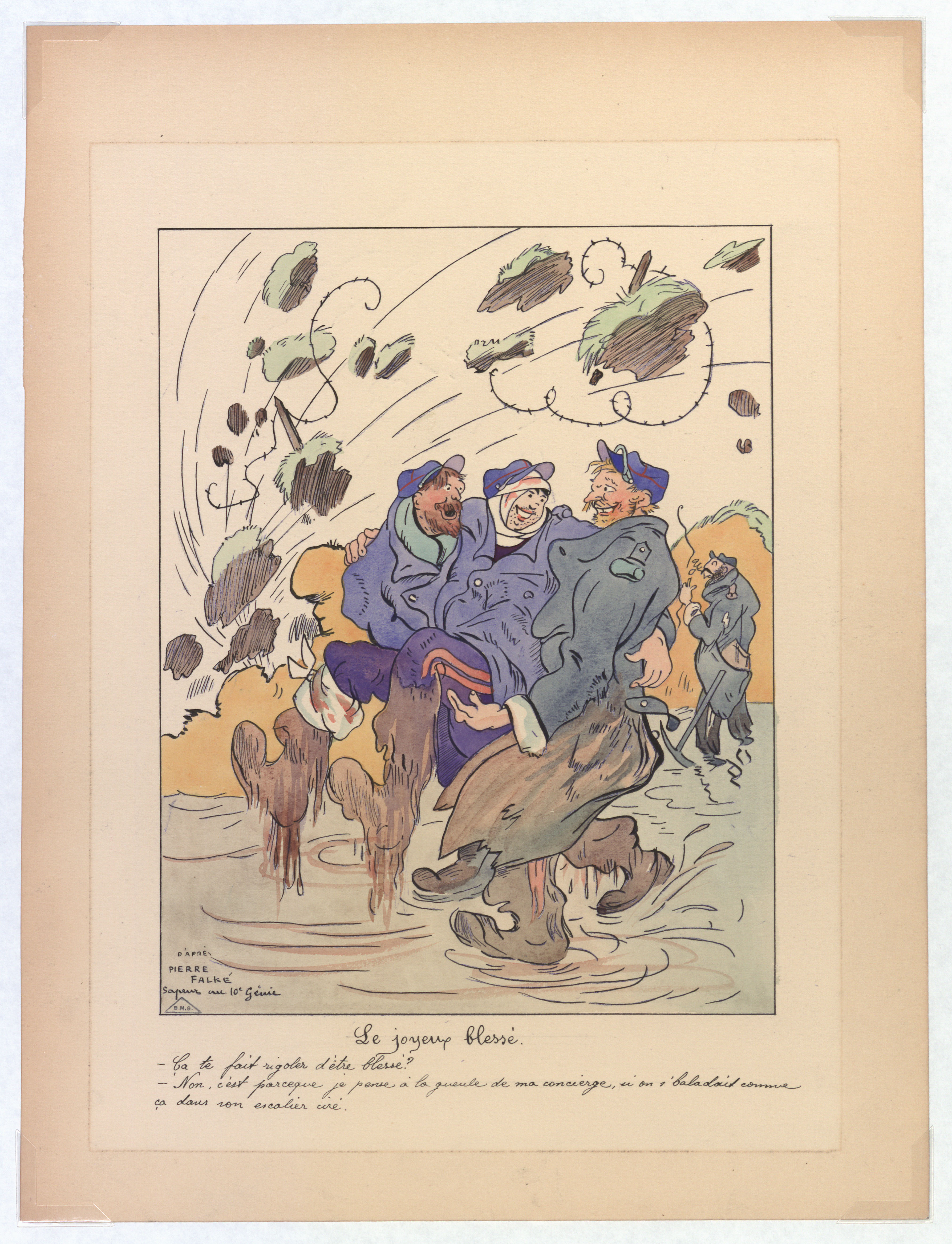
« Le Joyeux blessé », reproduction d'une caricature de Pierre Falké publié dans Le Rire du 15 mai 1915.

Si l’on en croit la signature d’un dessin publié dans le journal Le Rire du 15 mai 1915, Pierre Falké aurait été sapeur au 10e régiment du génie durant la Première Guerre Mondiale. Cet engagement lors du conflit reste peu connu en détail, mais il a donné lieu à une production artistique importante. Pierre Falké n'a que rarement partagé ces œuvres de son vivant. Peut-être était-ce dû au mépris que lui et son groupe d'artistes partageaient contre ceux qui instrumentalisaient la guerre et la misère des poilus à des fins de propagande, parfois sans avoir connu le front.

À travers de nombreux dessins, conservés pour la plupart sur le site de La Contemporaine à Nanterre, on découvre la richesse du regard de l’artiste sur cette guerre. La caricature et l’humour tiennent une place importante dans son travail. Plusieurs images plus ou moins satiriques tentent ainsi de dédramatiser la violence de la guerre, ou au contraire d’exacerber le décalage entre la vie militaire et civile.

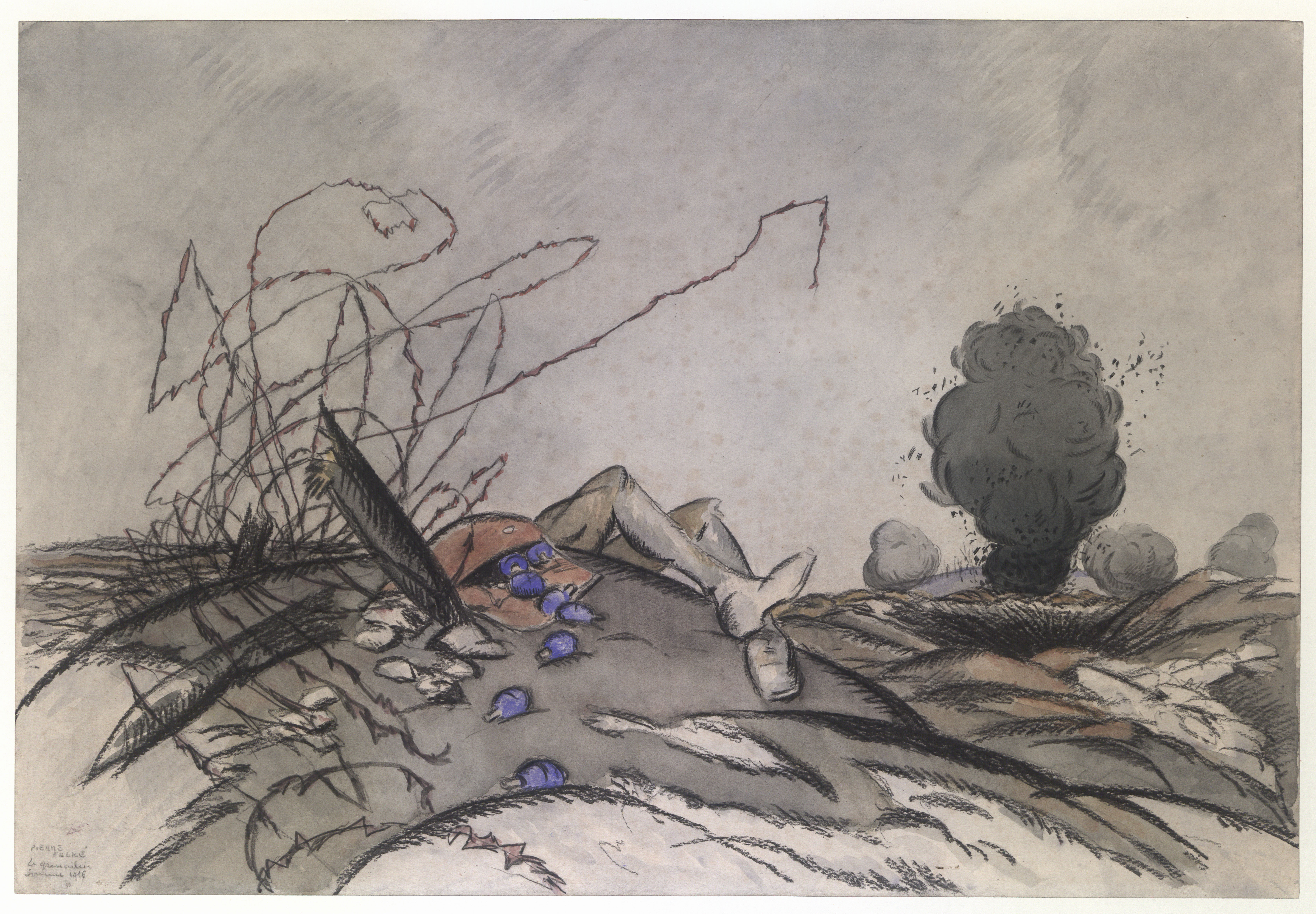
« Le Grenadier », dessin de Pierre Falké vendu aux enchères en 1920

Néanmoins, les dessins de Pierre Falké constituent aussi un témoignage réaliste et fidèle, parfois tragique, du premier conflit mondial. Lorsqu’il est mobilisé pour la Bataille de la Somme en 1916, l’artiste croque ainsi la mort et le quotidien des tranchées. C’est le cas du Grenadier, œuvre dont l’artiste était visiblement fier puisqu’elle est proposée à l’achat lors d’une vente aux enchères à Drouot en 1920. Enfin, comme beaucoup d’artistes ayant connu le front de 1914, il est intrigué par les soldats africains venus des colonies françaises, dont il représente les traits et la tenue.

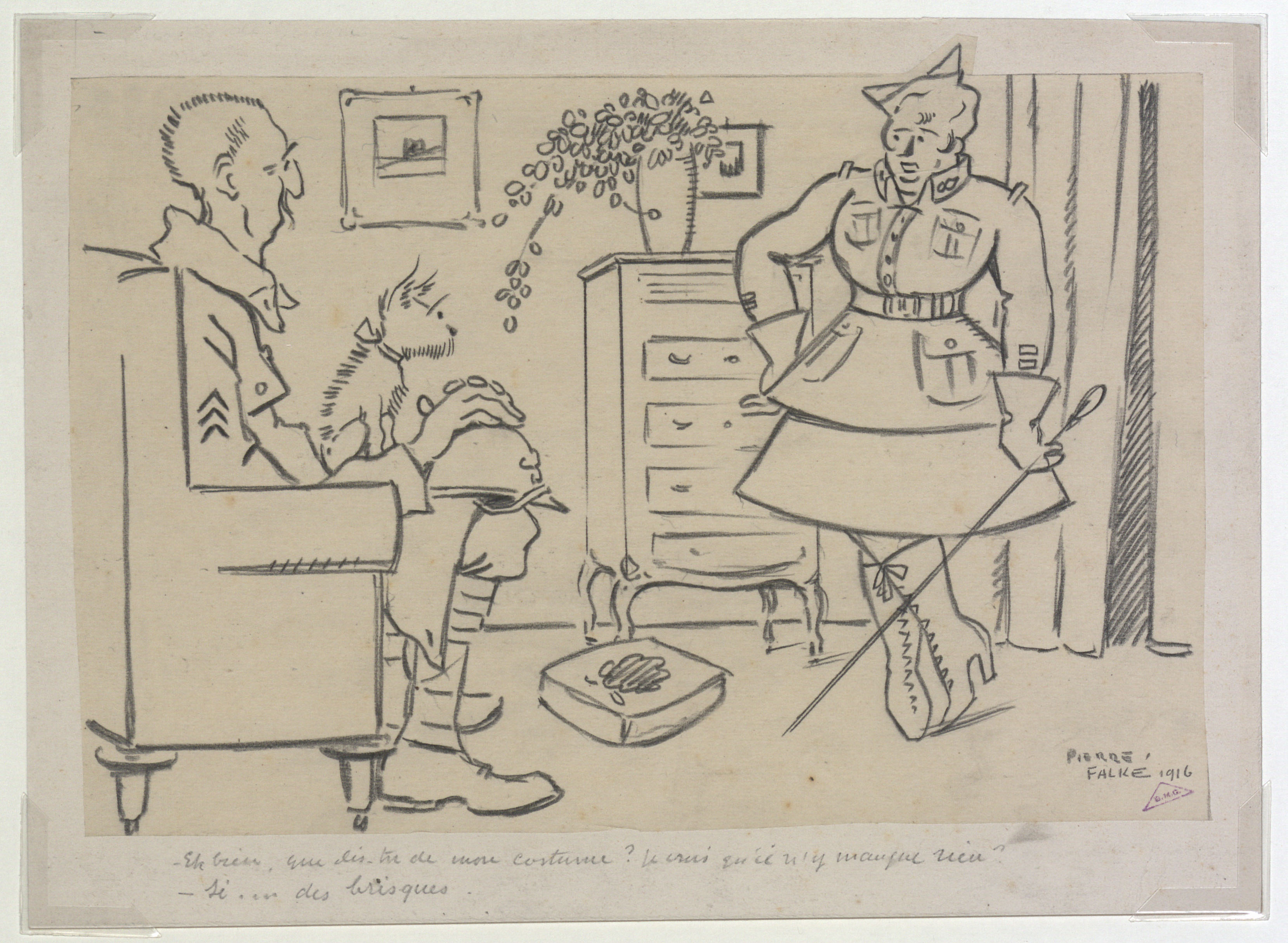
Dessin humoristique montrant la réaction d'un vétéran face à l'accoutrement militaire porté par sa femme

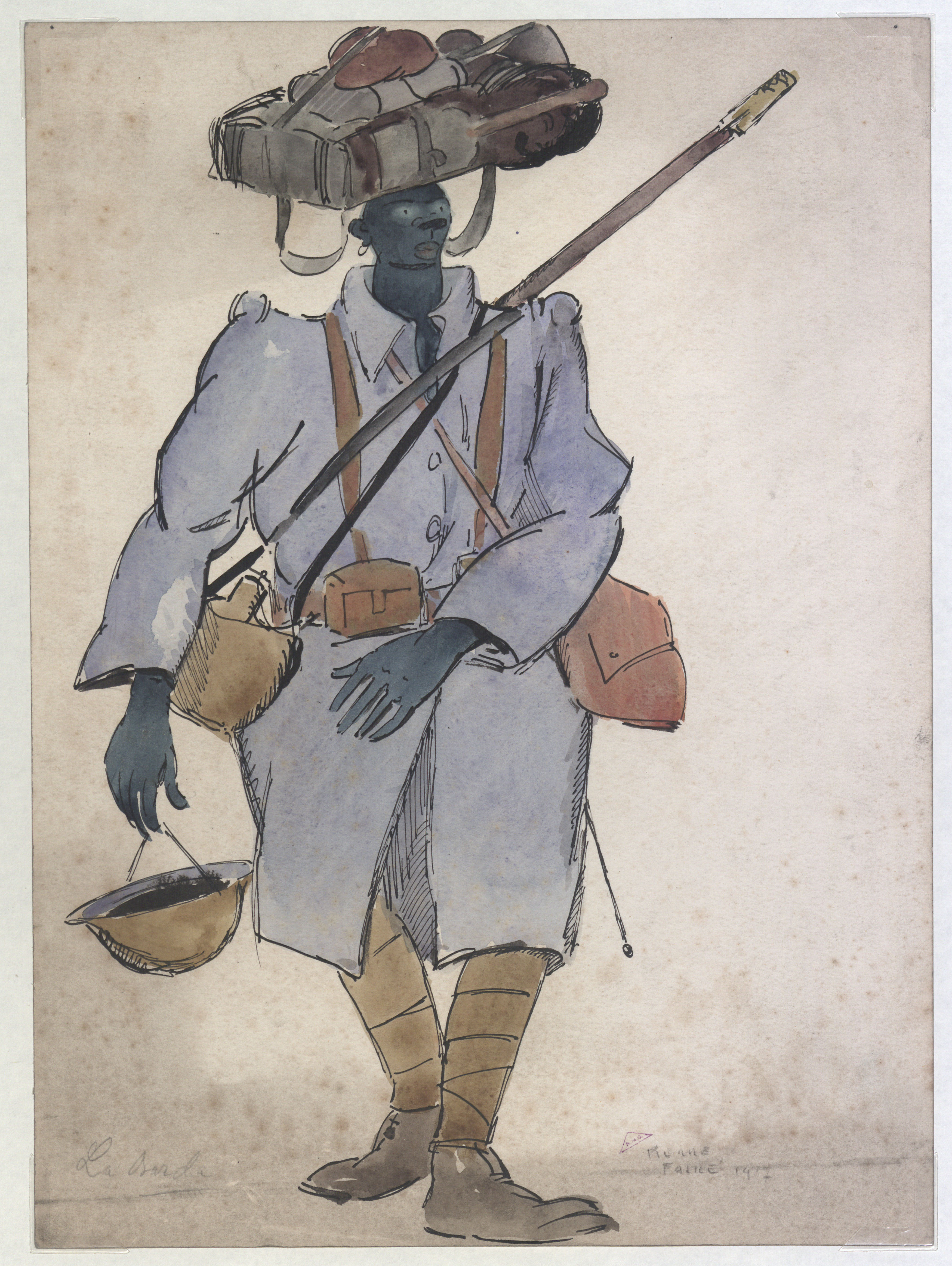
Soldat africain portant son barda sur la tête, dessin de Pierre Falké

## Cercle artistique: Le Salon de l'Araignée
Après la guerre, Pierre Falké contribue à la création du Salon de l’Araignée avec un groupe d’artistes satiriques et anticonformistes sous l’influence de Gus Bofa. Le salon se réunit plusieurs fois entre 1920 et 1930 à Paris, et expose les peintures, sculptures, gravures et dessins de ses membres,. C’est dans ce contexte d’émulation artistique et intellectuelle que Pierre Falké se lie d’amitié avec les écrivains Chas Laborde et Louis Chadourne. Il illustre notamment trois textes de ce dernier, à savoir Le Pot au noir en 1922, Terre de Chanaan et Le Maître du navire en 1925.

## Sélections d'ouvrages illustrés
- Louis Chadourne, Terre de Chanaan, Paris, Emile-Paul frères, 1925, 293 p. (OCLC 270760318, BNF 31923271).
- Edgar Allan Poe (trad. Charles Baudelaire), Manuscrit trouvé dans une bouteille, Paris, René Kieffer, 1921, 34 p. (OCLC 13074179).
- Anatole France, Crainquebille, Putois, Riquet et plusieurs autres récits profitables, Paris, A. & G. Mornay, coll. « Les Beaux Livres », 1922, 241 p. (BNF 32123671).
- Louis Chadourne, Le Pot au noir, Mornay Collection "L'Originale", 1922.
- Alfred de Vigny, La Frégate "La Sérieuse" ou la plainte du Capitaine, Editions René Kieffer, 1922
- Louis Chadourne, Le Pot au noir, La Table ronde, 1922.
- Octave Mirbeau, Dingo, Paris, Henri Jonquières, coll. « Les beaux romans », 1923, 329 p. (OCLC 901270507, BNF 30952431).
- Balzac (de) H., La muse du département , Le Livre Collection "Le Livre du Lettré" 1924
- Roland Dorgelès, Le réveil des morts, Paris, Mornay, 1924, 257 p. (OCLC 906745174).
- Pierre Mac Orlan, Brest, Editions Emile-Paul Frères, 1926, Collection "Portrait de la France", publiée sous la direction de J.-L. Vaudoyer, avec un frontispice de Pierre Falké.
- Charles Perrault, Contes, Au Sans Pareil, 1928.
- Francis Carco, Les vrais de vrai, Paris, Au sans pareil, 1928, 61 p. (OCLC 230747844, BNF 41630333).
- Jules Renard, Poil de carotte, Bruxelles, Éditions du Nord, coll. « Les gloires littéraires », 1928, 262 p. (OCLC 901262966, BNF 32564239).
- Maurice Constantin-Weyer, Clairière, Paris, Mornay, coll. « Originale », 1929, 233 p. (OCLC 184770900).
- Maurice Constantin-Weyer, Un homme se penche sur son passé, Paris, Alexis Redier, coll. « Le paon blanc », s.d., 215 p. (OCLC 689055068).
- Paul Morand, Rien que la terre, Bruxelles, Éditions du Nord, coll. « Gloires littéraires », 1929, 282 p. (OCLC 858903417, BNF 35428643).
- Claude Farrère, Les civilisés, Paris, Mornay, coll. « Les Beaux Livres », 1931, 339 p. (OCLC 717222862, BNF 32093052).
- Claude Farrère, Thomas L'agnelet : Gentilhomme de fortune, Paris, A l'atelier du livre, 1932, 279+207 p.
- Rudyard Kipling (trad. Louis Fabulet et Robert d'Humières), Les bâtisseurs de ponts,, Paris, Librairie Delagrave, 1938, 206 p. (BNF 32308995, lire en ligne).
- Rudyard Kipling, Le livre de la jungle, Bruxelles, Éditions du Nord, coll. « Gloires littéraires », 1934, 257 p. (OCLC 896726843).
- Rudyard Kipling, Le second livre de la jungle, Bruxelles, Éditions du Nord, coll. « Gloires littéraires », 1934, 275 p. (OCLC 16522504).
- Victor Hugo, Les Misérables, Paris, Delagrave, 1938, 190 p. (BNF 32263102).
- Jérôme et Jean Tharaud, Il était un petit navire, Lyon, Les Tables Claudiennes, 1943, lithographies de Pierre Falké.
- Pierre Mac Orlan, L'Ancre de Miséricorde, Aux dépens de Pierre Falké, Paris, 1945.
- Jean Galtier-Boissière, La fleur au fusil, Paris, Les Bibliophiles du Crapouillot Chez Pierre Trémois, 1946, 173 p. (OCLC 420672766, BNF 35283629).

## Galerie

Œuvres de Pierre Falké
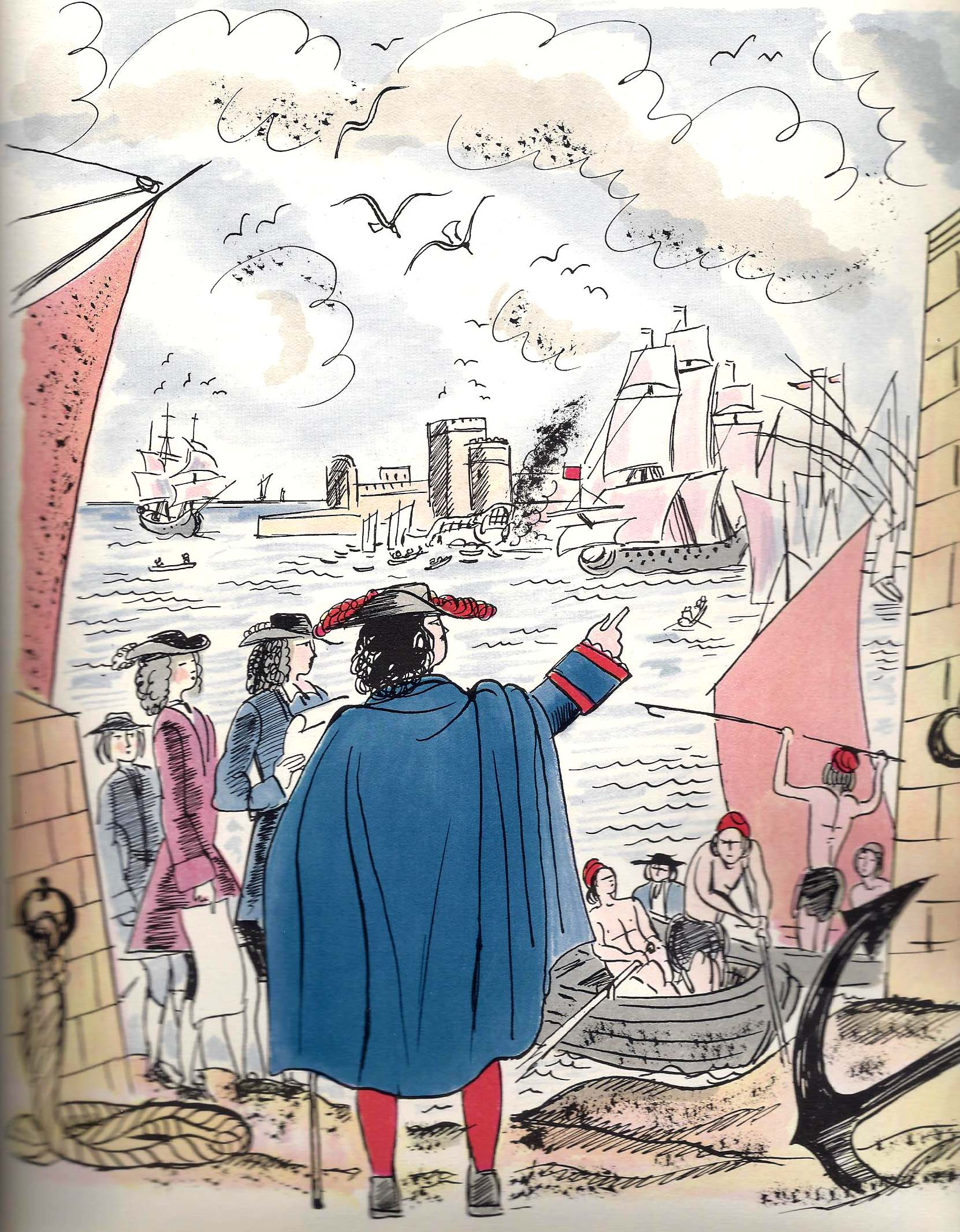
Colbert, paru dans L'Enfance et la vie des français illustres de Pierre Lorme.
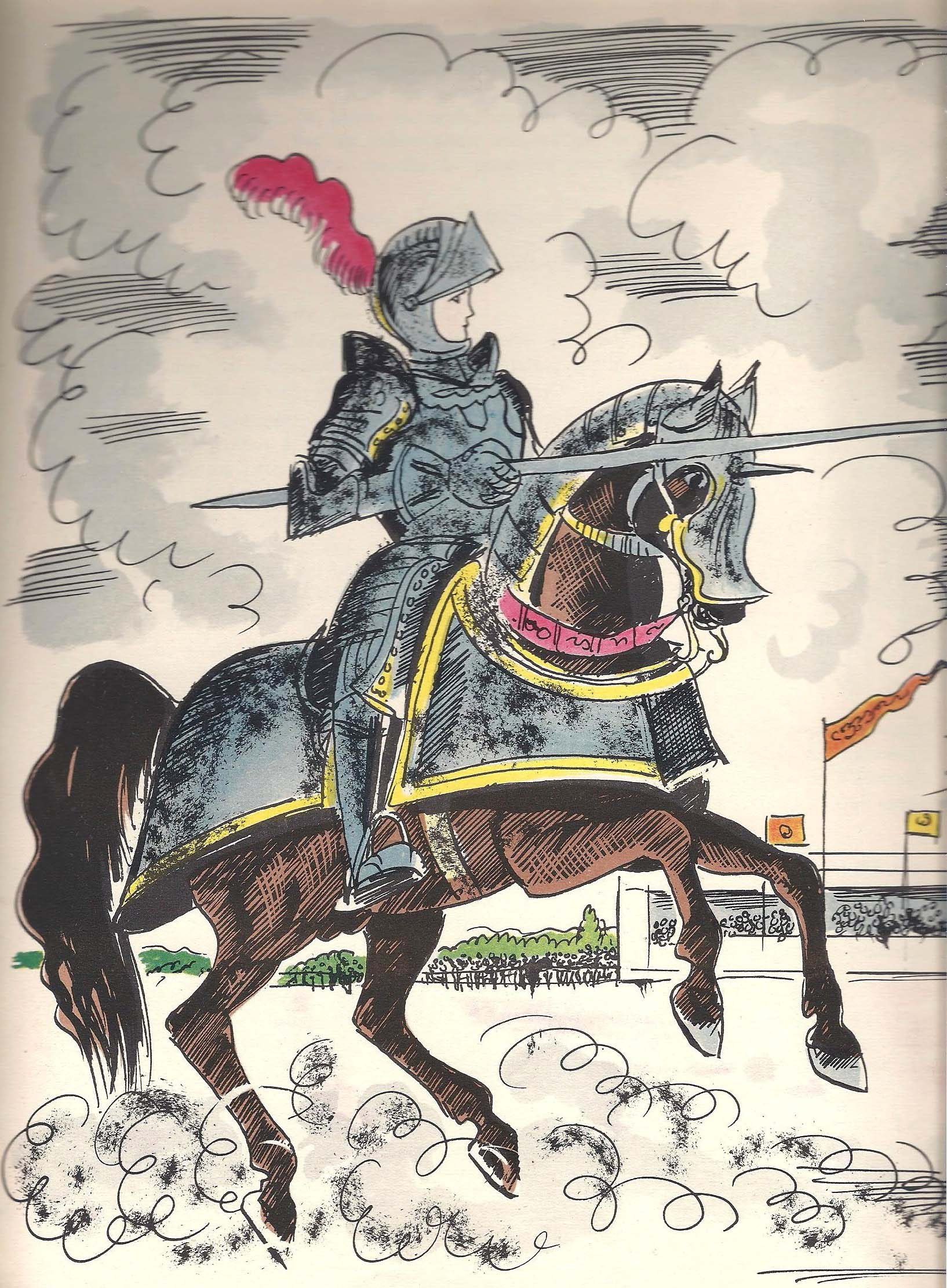
Le chevalier Bayard, paru dans L'Enfance et la vie des français illustres de Pierre Lorme.
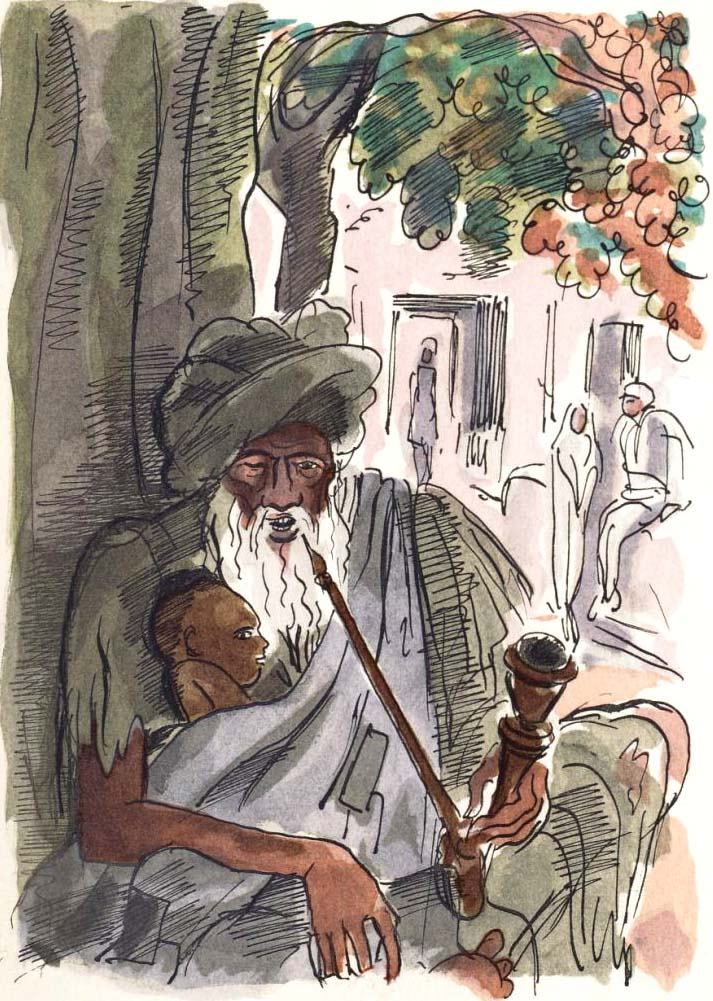
Dessin paru dans Les bâtisseurs de ponts de Rudyard Kipling.
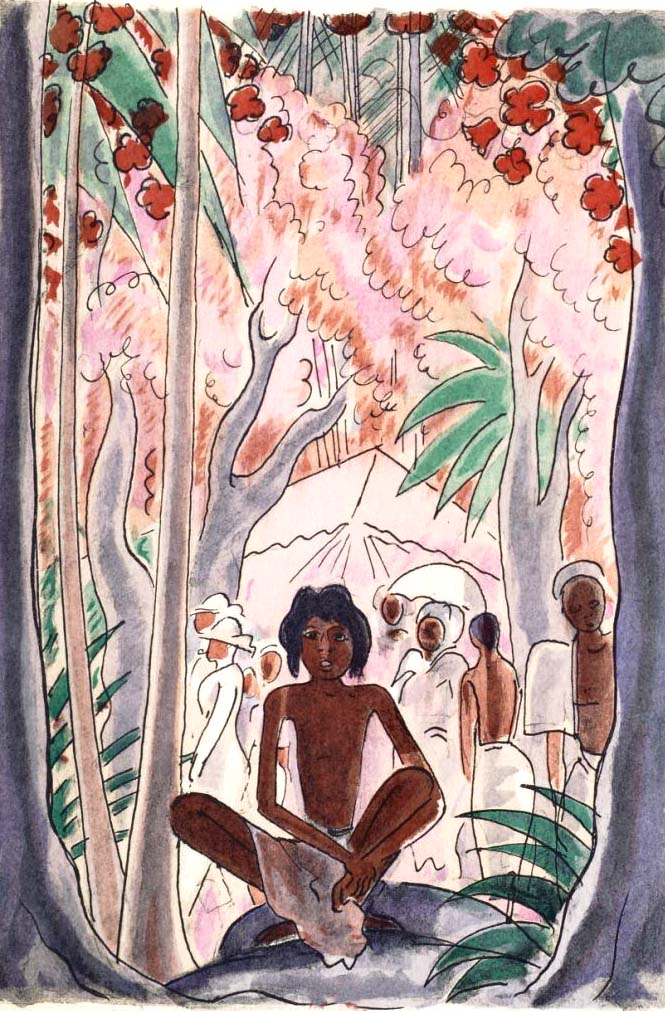
Dessin paru dans Les bâtisseurs de ponts de Rudyard Kipling.
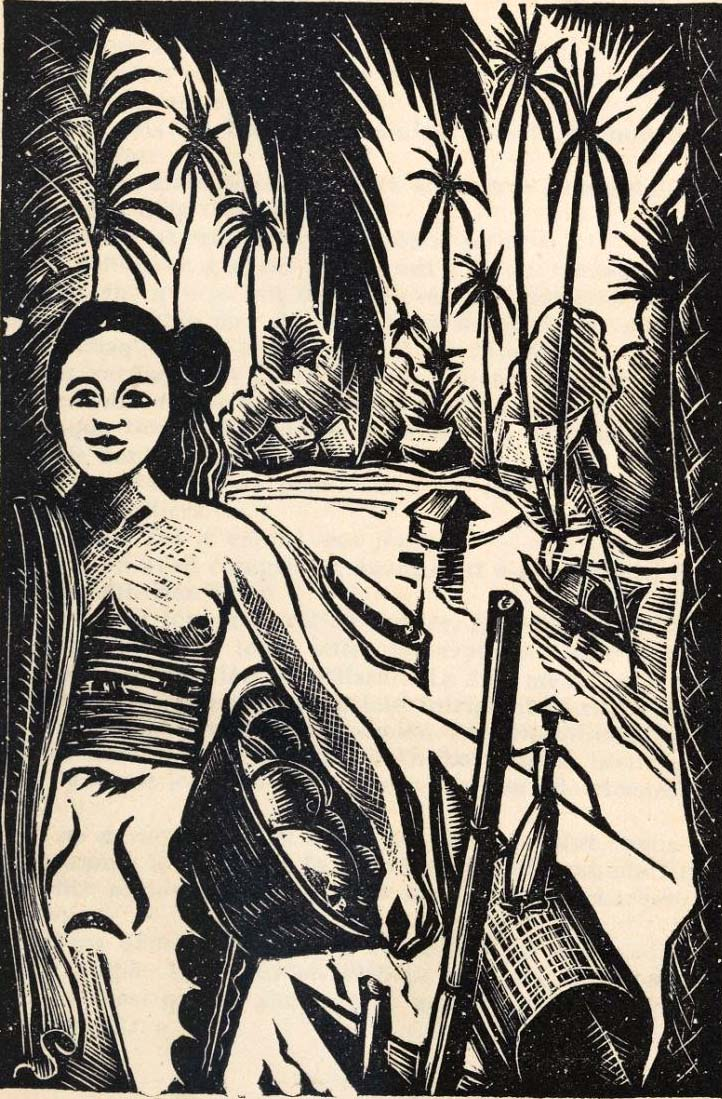
Dessin paru dans La Dame de Malacca de Francis de Croisset.
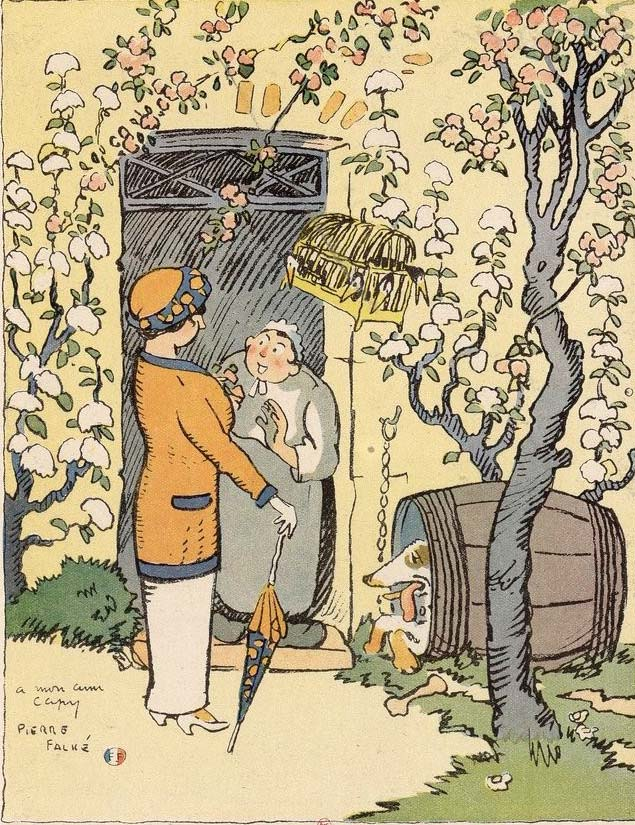
La bourgeoise aux champs, dessin publié dans Le Sourire.